# 포트 헨리 전투
포트 헨리 전투는 1862년 2월 6일 미국 테네시주 남부 연합의 포트 헨리 요새에서 있었던 전투로 앤드루 헐 풋의 해군과 율리시스 그랜트의 육군이 수륙양면 합동 공격으로 요새를 함락시켰다.
이 요새는 테네시 강 기슭에 세워진 야전 보루로 사격호와 중포 17문을 갖추었고 보병 2500명, 포병 100명 등 총 2600명의 로이드 털먼이 지휘하는 남부 연합군이 지키고 있었다.
포트 헨리 요새를 함락시키기 위해 북군은 수륙양면 합동 작전을 펴 율리시스 그랜트 장군은 공격이 진행되고 있을 때 도착해 앤드루 헐 풋이 지휘하는 북군 철갑선이 단기간의 격렬한 함포사격으로 남군 22명이 사망하고 로이드 털먼 장군과 살아남은 포병 78명이 항복했다.
그리고 나머지 2500명의 보병은 포트 도넬슨 요새로 퇴각했다.

## 같이 보기
- 율리시스 S. 그랜트